# Pilisszentiváni bányavasutak

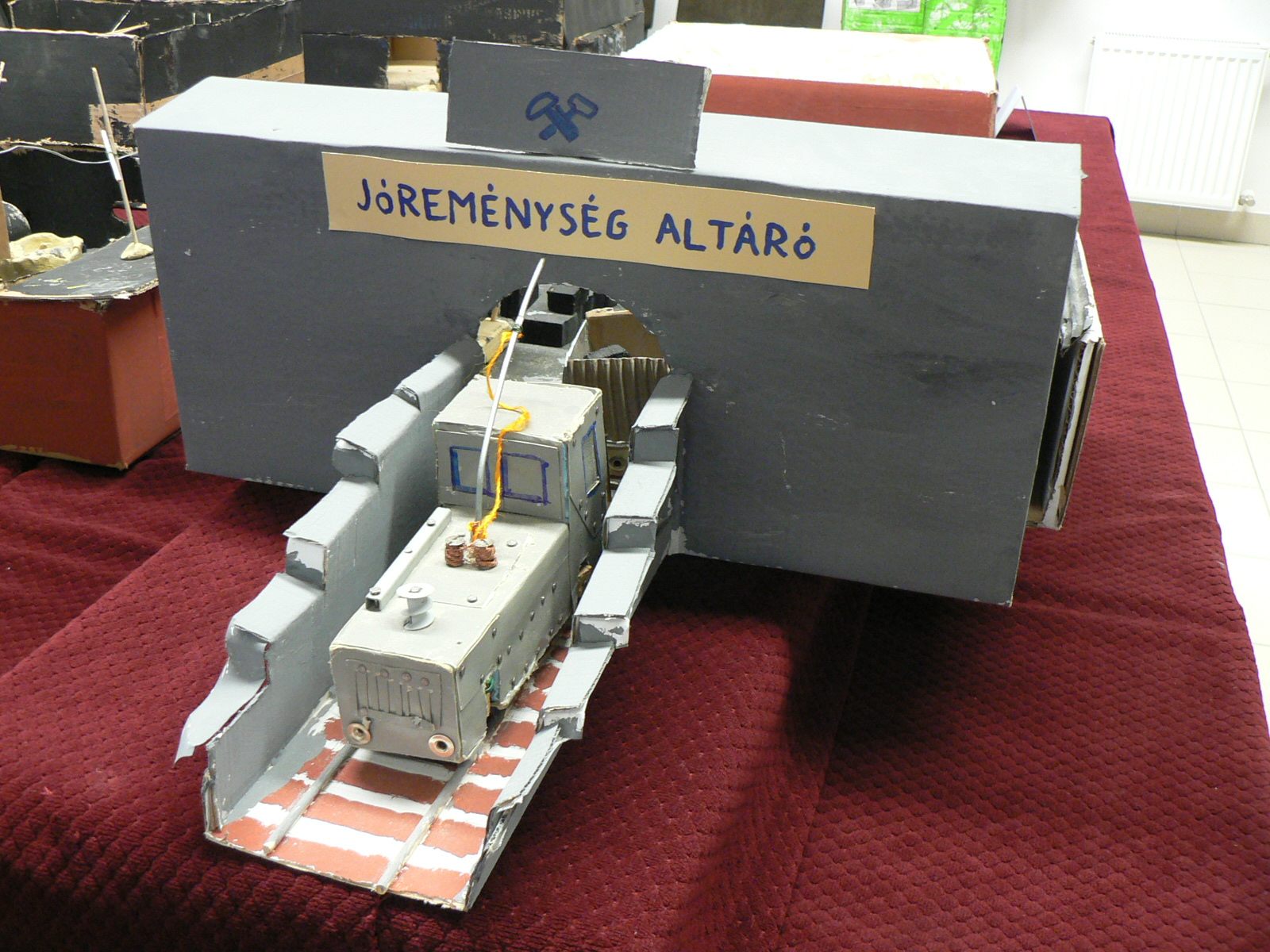
A Jóreménység-altáró bejáratának és egy bányavasúti mozdonynak gyerekek által készített makettje egy helytörténeti kiállításon

A pilisszentiváni bányavasutak a Pest megyei Pilisszentiván, Solymár és Nagykovácsi közigazgatási területén folytatott szénbányászat kisegítő létesítményei voltak. Az összefoglaló fogalom öt különböző nyomvonalon, különböző technológiával és eltérő időszakokban működő iparvasúti vonalat fed, melyek túlnyomórészt Pilisszentiván területén húzódtak, de egyes vonalszakaszok solymári területen futottak és az egyik nyomvonala egy rövid szakaszon Pilisvörösvár területét is érintette, egy másik pedig, a föld alatti szakaszának egy jelentősebb részén nagykovácsi közigazgatási területen futott.

## Előzmények
A Zsíros-hegy tömbjében 1848-ban találták meg az első barnakőszén-telepet, majd a következő évtizedekben egyre több helyen találtak kitermelésre alkalmas szénlelőhelyeket a környéken, kezdetben főképp Nagykovácsi, majd Pilisszentiván közigazgatási területén. Az első komolyabb, kereskedelmi célú szénfejtéseket 1851-től indították Nagykovácsin, ahonnan az akkor még kisüzeminek mondható módszerekkel kibányászott szenet lovas szekerekkel szállították el, annál is inkább, mert erre más módszer Nagykovácsi területén nem is nagyon állt rendelkezésre.
A 19. század utolsó éveiben azonban Pilisszentivánon is több helyen kezdtek szénbányászatba, és kézenfekvő volt, hogy a szén elszállítását ekkor már az 1895-ben megnyitott Budapest–Esztergom-vasútvonalra alapozva oldják meg. A feltárt szén mennyisége és a kitermelési technológiák fejlődése miatt rövid időn belül elért termelésnövekedés pedig indokolttá tette, hogy a szenet már a bányák és a nagyvasút között se lovaskocsikkal szállítsák, hanem építsenek ki iparvasutakat a szénfejtések és a rakodóállomás között.
Az iparvasutak később kétszintűvé kiépített központi rakodó pályaudvarát Solymár, Pilisszentiván és Pilisvörösvár hármashatárának közvetlen közelében, közigazgatásilag solymári területen alakították ki, ahova a működésének évtizedei alatt legalább három irányból érkeztek normál, illetve keskeny nyomtávú bányavasutak, illetve egy negyedik irányból, Pilisvörösvár felől kötélpálya is vezetett ugyanide.

## A bányavasutak

### Az Erzsébet-aknai normál nyomtávú iparvasút
Az Erzsébet-akna mélyítését 1898-ban kezdte meg a Budapestvidéki Kőszénbánya Rt., a jelenlegi pilisszentiváni köztemetővel északról határos, erdős területen, s a kitermelt szén elszállításához normál (1435 milliméteres) nyomtávú iparvágányt építettek ki. Ez a későbbi Solymártelep vasútállomásnál ágazott ki az esztergomi vasútvonalból, ahol átrakó állomásra akkor még nem volt szükség, hiszen a szénosztályozás közvetlenül az aknánál történt, ahol egyből nagyvasúti kocsikba lehetett rakodni. A kiágazásnál ezért ekkor csak egy mérlegházat építettek, a mozdonyok fűtőházát is az akna közelében létesítették. (Az Erzsébet-aknai osztályozón történt a rövid ideig működő Irma-akna szenének osztályozása és rakodása is.)
A vonal a kiágazás után mintegy 200-250 méterrel keresztezte a Solymárt és Pilisszentivánt összekötő országutat (a mai 1107-es számú utat), majd ettől kezdve mintegy 300 méteren keresztül töltésen haladt, délnyugati irányban. A közelben található Disznó-forrásból elfolyó csermely fölött egy boltozott kőhídon haladt át a vasút, majd nyugat-északnyugati irányba fordulva elérte a terepfelszínt, sőt innentől kezdve egyes szakaszain bevágásban vezetett tovább. A vonal teljes hossza mintegy másfél kilométer volt.
A vonalon a szerelvények vontatását két, akkor igen modernnek számító, mellékvonali tolatóüzemre tervezett, háromtengelyes gőzmozdony végezte, az első gőzös már 1899-ben munkába állt, társa három évvel később, 1902-ben került a bányához. Ezen típusú gőzmozdonyok a kor legmodernebb vontatójárművei közé tartoztak. Az akna 1925-ig volt üzemben, amikor az üzemeltető bányatársaság végleg felhagyta és az iparvasutat is elbontották. A széntermelést a vállalkozás a Solymár-aknánál folytatta, ezért a vasúti kiágazást rakodó pályaudvarrá építették át, az Erzsébet-aknai mozdonyok ettől kezdve ott dolgoztak, egészen a Solymár-akna megszűnéséig.
Jelenleg az egykori nyomvonal első szakasza, az esztergomi vasútvonaltól az 1107-es útig autóval is járható, nagyobb része burkolt, az egyik közeli ipari üzem bejárati útjaként szolgál. (A vasúti kiágazást már több évtizede elbontották, a jelenlegi burkolt útszakasz vonalvezetése kis mértékben eltérhet az egykori vágányok pontos elhelyezkedésétől.) A vonal további szakaszán szekérút jellegű gyalogösvény húzódik, amely a minimális szintemelkedése és a kellemes erdei környezet miatt kedvelt, kerékpározásra is népszerű sétaút. A boltozott kőhíd is viszonylag jó állapotban van, védendő ipartörténeti emlék, bár a környezete elég elhanyagolt, szemetes. Az egykori Erzsébet-aknai végállomás térségében néhány betonelem árulkodik arról, hogy itt valaha vasútvonal húzódott; egy szakaszon olyan, csekély betonmaradványok is felfedezhetők az egykori vágányok két oldalán, melyek egy, a sínek fölött valamikor átvezető hidat valószínűsítenek azon a helyen.

### A Borbála-táró keskeny nyomtávú iparvasútja
1942-ben új szénbánya létesült Pilisszentiván területén, Szent István-akna néven. Az akna 238 méteres tengerszint feletti magasságban létesített nyitópontja és a rakodó pályaudvar közötti nagy szintkülönbség miatt közvetlen vasútvonal kiépítésére nem gondolhattak, kézenfekvően kínálkozó megoldás volt viszont az akna oldalából egy 250 méter hosszú szállítótárót nyitni északi irányban, a 210 méteres magasságban, amelyen jóval kevesebb szintkülönbséggel lehetett elszállítani a szenet a nagyvasúti rakodóig, ráadásul a szénnek az aknán belüli emelése is kevesebb energiát igényelt.
Ez a táró, a Borbála-táró a mai Táncsics utca utolsó házai közelében nyílt, innen a vasútvonal a Táncsics utcán haladt végig keleti irányban; a Jóreménység utcát keresztezve a kertek alatt haladt tovább, majd észak-északkeletnek fordult, egy szakaszán a mai Bánki Donát utca helyén haladt és a közelben keresztezte az 1107-es utat. Mintegy 100-150 méterrel az országút keresztezése után elérte az Aranyhegyi-patakot, melynek déli partján, töltésen haladt tovább, ismételten keleti irányban, míg el nem érte az esztergomi vasútvonalat. Ez a vonal így, egy rövid szakaszán Pilisvörösvár területét is érintve, északnyugat felől érte el a solymári rakodót.
Ez a vasút 760 milliméteres nyomtávval épült ki, a szállítást két, 22 lóerős, MD2-es típusú dízelmozdony végezte, melyek az Orenstein & Koppel cég pestszentlőrinci gyárában készültek. Az átrakodást a második világháború végéig egy 377-es sorozatszámú gőzmozdony végezte, miután pedig ez utóbbi a második világháború vége felé, ismeretlen körülmények között innen Jugoszláviába került át, a bánya gépmestere a két MD2 egyikét építette át normál nyomtávú mozdonnyá a rakodási feladatok további biztosítása érdekében. A vasút 1942-től 1948-ig üzemelt, ebben az évben ugyanis az István-akna szállítását bekapcsolták a Jóreménység-altárót kiszolgáló felsővezetékes vonalba.
Jelenleg ennek a vasútnak a nyomvonalán már semmi sem utal az egykori iparvasút működésére, és a teljes nyomvonal bejárása sem lehetséges, mert két helyen is ipartelepek létesültek az egykori nyomvonal fölött. Az Aranyhegyi-patak melletti hajdani vasúti töltés egy kb. 150 méteres szakasza a Slötyi körüli sétaút részét képezi.

### A Jóreménység-altáró keskeny nyomtávú iparvasútja

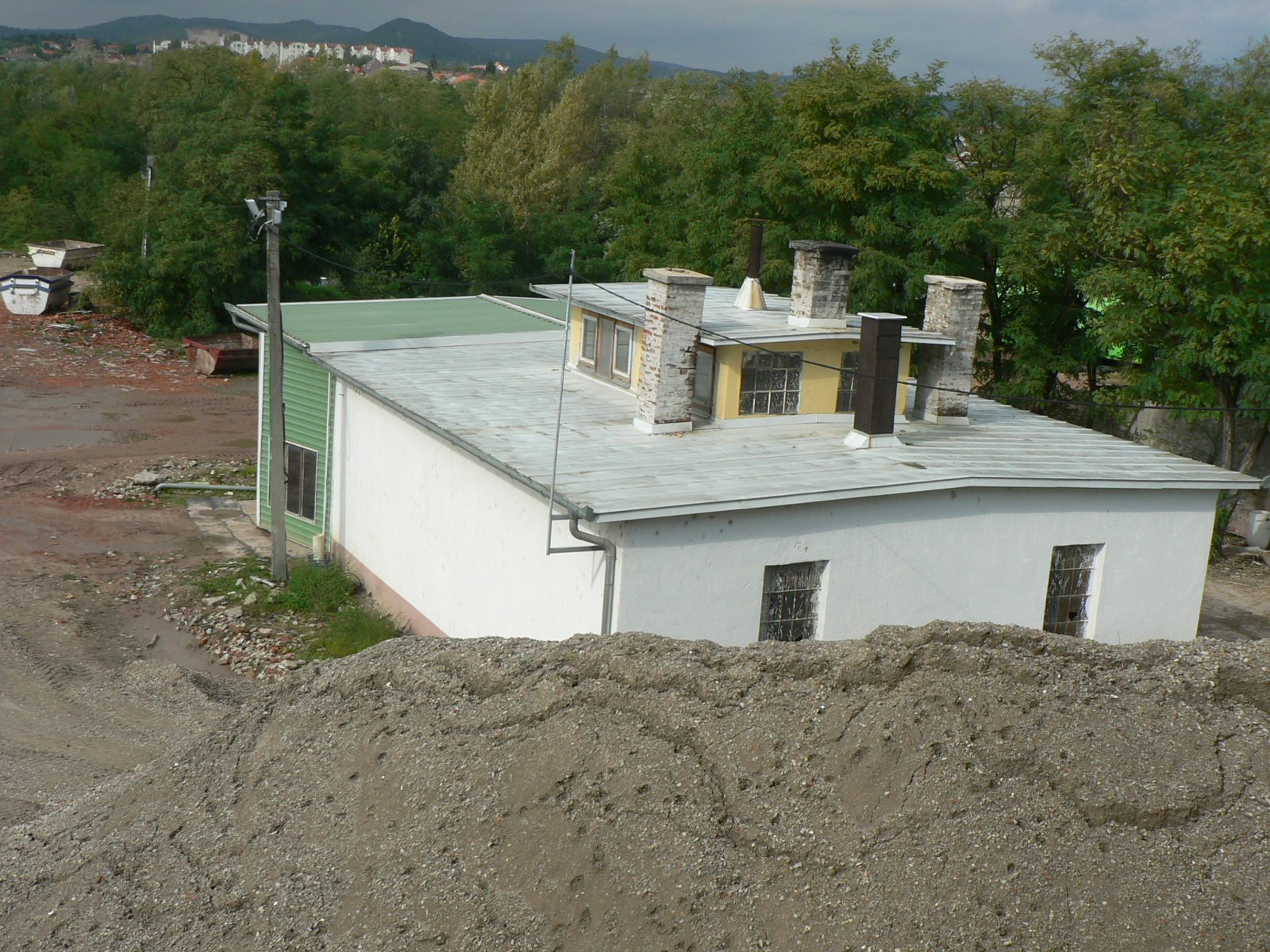
A kisvasúti pályaudvar egykori fűtőháza kelet felől nézve (2015)

A pilisi szénbányászat néhány évvel a háború után lendült fel ismét, a Jóreménység-altáró 1948-as megnyitásával; az altáróhoz a rakodó pályaudvar felső rakodószintjétől építettek ki 500 milliméteres nyomközű, villamosított kisvasutat. A felső rakodószinten négyvágányos fűtőház, valamint mozdony- és csillejavító épült, sőt az 1960-as években egy korszerűnek számító, elektromágneses csilleürítő berendezés is létesült.
A vonalon a Ganz Vagon- és Gépgyár által gyártott, görgős rúdáramszedőkkel ellátott, 550 volt egyenfeszültséggel üzemelő mozdonyok végezték a szállítást, ezek többsége a tokodi szénbányától került ide, miután ott nyomtávváltás miatt feleslegessé váltak (ezeket a bánya dolgozói és a környéken lakók „Mukinak” becézték). A bánya járműállományába a mozdonyok és a csillék mellett számos „népeskocsi” (a bánya dolgozóinak szállítására kialakított kocsi), bányafát szállító kocsi és néhány egyéb rendeltetésű kocsi is tartozott.

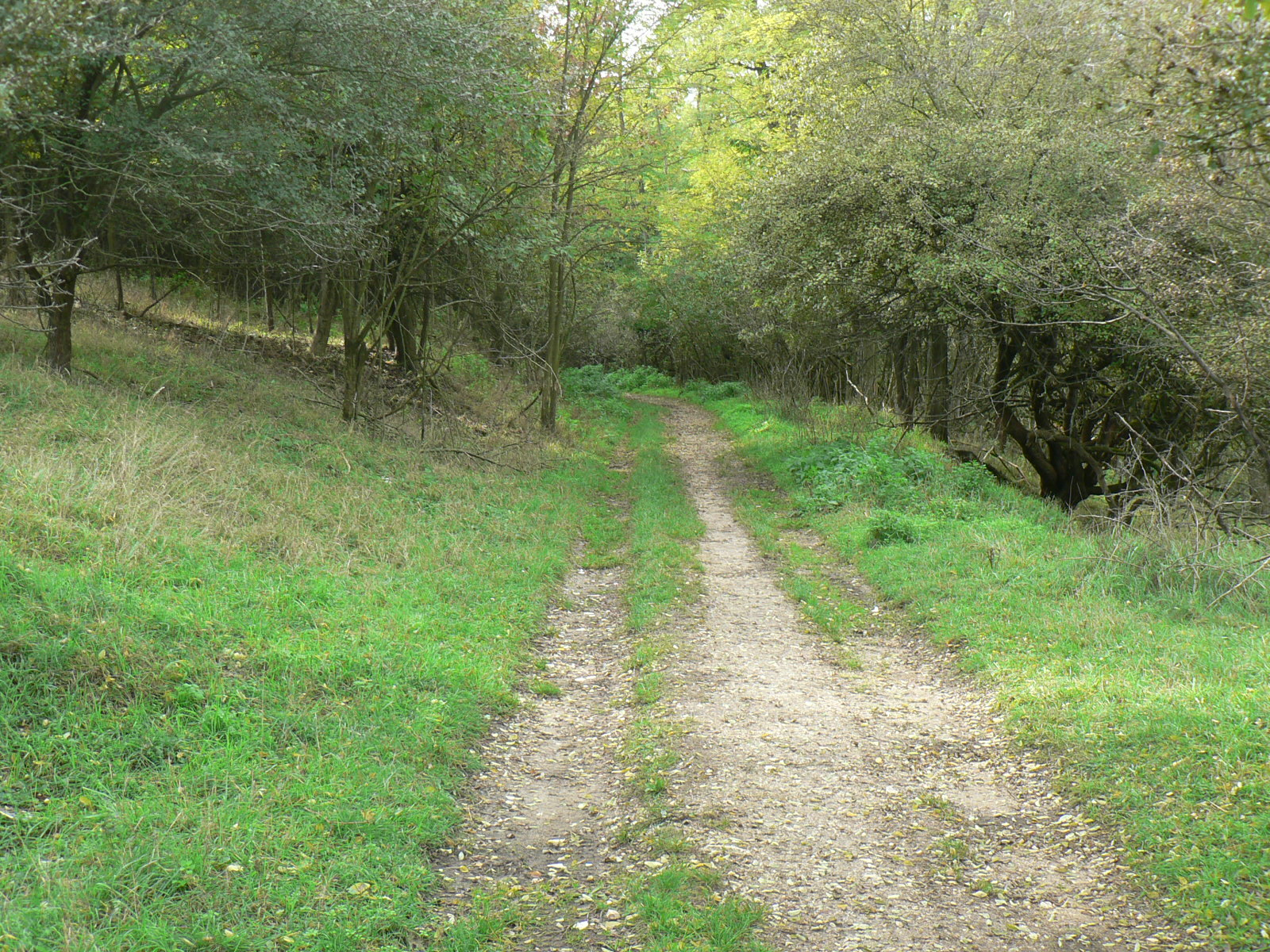
A kisvasút nyomvonala a Széles utca közelében, dél felé nézve

A vasút nyomvonala a kisvasúti pályaudvartól dél felé indult, majd egy kisebb keleti irányú kanyarulat után ismét délnek fordult és keresztezte az 1107-es utat. Elhaladt a solymári Disznó-forrás közvetlen közelében – aminek csermelyét ismeretlen módon, bizonyára egy kisebb, azóta nyomtalanul elbontott műtárggyal keresztezte –, majd a Hutweide dűlő legnyugatibb fekvésű ingatlanai mellett kanyarogva haladt tovább, jobbára délnyugati irányban. A Zsíros-hegy lábához érkezve nyugatra fordult és átlépett Pilisszentiván területére, innen mintegy 200 méter után érte el a Jóreménység-altáró bejáratát. A vágányok az altáróban is továbbvezettek, a bánya fénykorában mintegy négy kilométeren át húzódott a vonal föld alatti szakasza, a Nagykovácsi keleti részén fekvő szénmezőkig. A vonal a bánya 1969. december 31-i hatállyal elrendelt bezárása után szűnt meg.
A rakodónál egy vashíd is épült, amelyen a bányában kitermelt meddőt tartalmazó csilléket kézzel tolták át a túloldalt kialakított meddőhányóra (helyi nevén Sifer-dombra). A meddőhányón repülővágányok felhasználásával történt a meddős csillék továbbítása az ürítési helyükig.

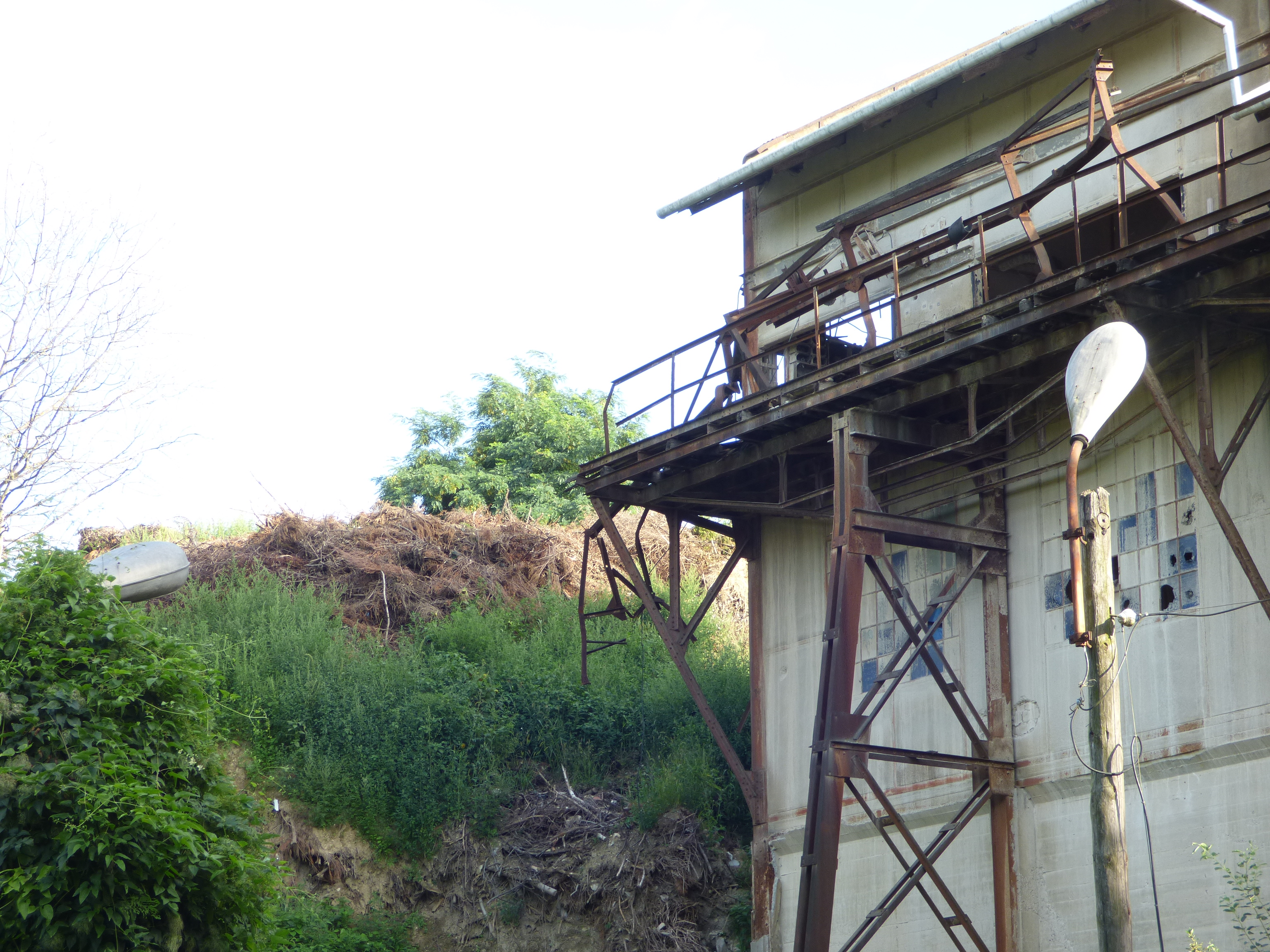
A solymártelepi vasúti híd egy szakaszát 2015 körül elbontották

Jelenleg (2016-os állapot szerint) a kisvasúti pályaudvar területe magántulajdon, egy inert hulladékok hasznosításával foglalkozó vállalkozás telepe működik ott; az egykori vasútüzemi létesítmények egy része még felismerhető, a tulajdonos engedélyével megtekinthető; megvan ugyanott a meddőhányóra vezető híd is, de már nagyon rossz állapotban, illetve egy rövid szakaszát valamikor a 2010-es évek közepe táján elbontották. A vonalnak az 1107-es út keresztezését megelőző szakasza szintén magánterületen húzódik, viszont a kereszteződés helye felismerhető. Innentől kezdve a vasútvonal nagyjából akadálytalanul követhető, bár a Disznó-forrás közelében a kisebb töltésen húzódó nyomvonal szinte járhatatlanul bozótos, más későbbi szakaszain pedig a környező ingatlanokról kiborított nagy mennyiségű zöldhulladék nehezíti a bejárást. Attól a ponttól kezdve, ahol a nyomvonal a legjobban megközelíti a solymári Széles utcát, kényelmesen járható erdei szekérúttá alakul át, amely egészen a Jóreménység-altárói volt bányatelep kerítéséig az egykori sínek helyén húzódik. A föld alatti vonalszakaszt hivatalosan sosem számolták fel, az altárót nem tömedékelték, csak fokozatosan lezárták egyes szakaszait, majd az egész föld alatti szakaszt, amely így lassanként válik az enyészetévé.
Ezen a vonalon történt a pilisi szénbányászat legsúlyosabb ismert vonatbalesete, a solymári bányavasúti baleset, melynek egy – más, bizonytalan forrás szerint öt – halálos áldozata volt. [Az ötös szám talán a sérültek teljes száma lehetett.] A balesetben egy népeskocsikat szállító szerelvény siklott ki, a tragédia helyszíne a Széles utca és a vasútvonal találkozási pontja közelében volt.

### Az István-akna keskeny nyomtávú iparvasútja

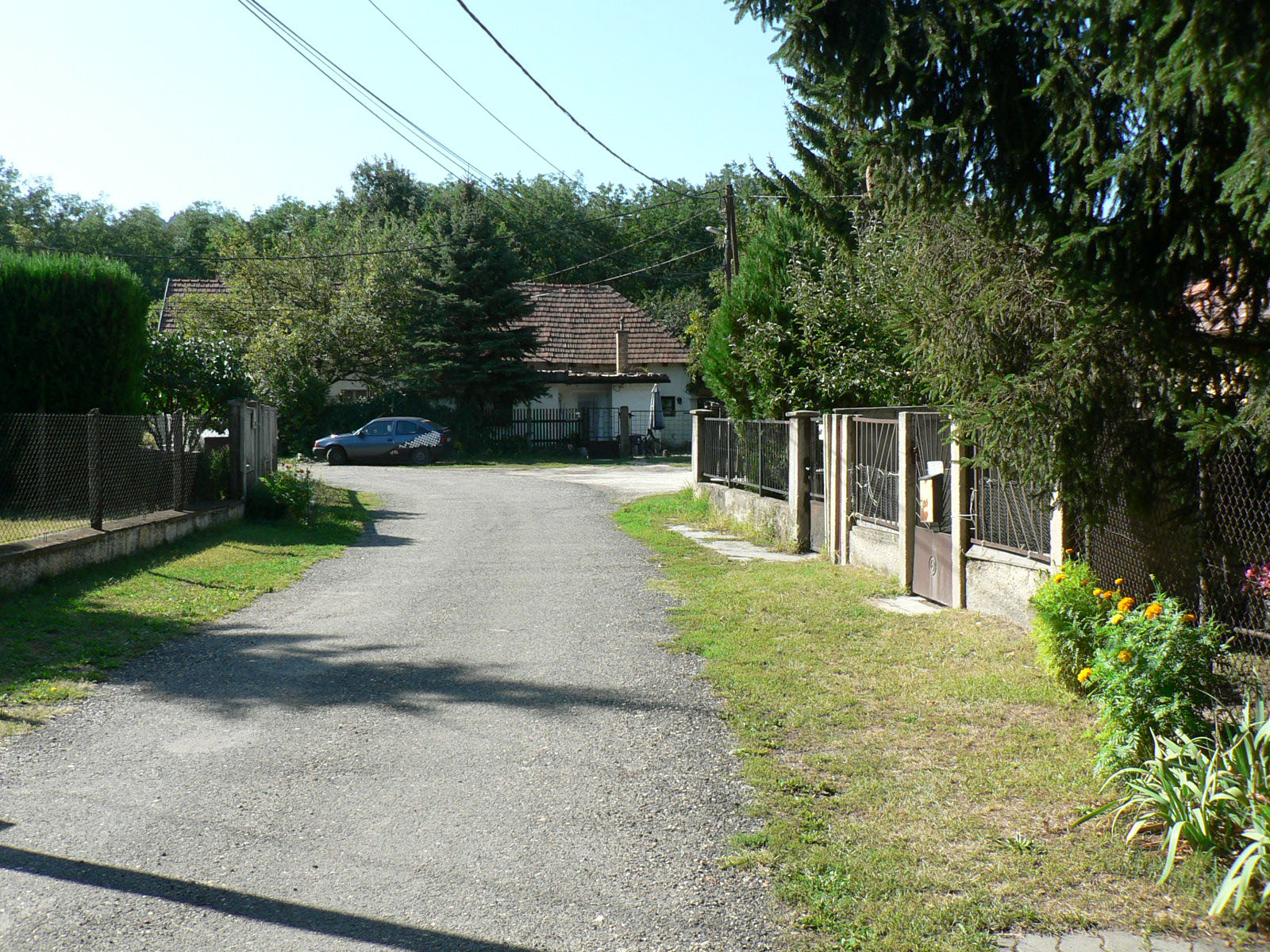
Itt érkezett be a bányavasút az István-aknai házak közé

Mivel a Borbála-tárói dízelvasút fenntartásával sok probléma adódott, az altárói bányaüzem és az oda vezető vasútvonal kialakítása kapcsán kézenfekvően adódott egy leágazás kiépítése ez utóbbi vonalról az István-akna felé. Ez 1948-ban meg is valósult, és a bánya bezárásáig, 1969-ig üzemben is maradt; működési időszakának vége felé az István-akna mellett a XII. számú lejtősaknán kitermelt szenet is ezen a vasúton szállították.
A szárnyvonal a Jóreménység-altárói vonalról már pilisszentiváni területen ágazott el, ott, ahol a mai erdei sétaút nyugat felé tartó, hosszan egyenes szakasza megtörik és egy kanyarral északnyugat felé fordul. A folytatásban a vonal egy darabig nyugat-északnyugati irányban haladt, utána egy igen éles kanyarral északkeletnek fordult, majd egy hosszabb ív végén nyugatnak fordulva elhaladt a mai pilisszentiváni köztemető területe mellett, attól délre. Ettől kezdve nagyjából egyenesen vezetett nyugat felé István-aknáig, ahol a vágányok az üzemi épületek egy részét is megkerülték.
Jelenleg az egykori nyomvonalon nagyrészt járműközlekedésre is alkalmas, burkolt közút húzódik, csak az István-akna előtti mintegy 5-600 méteres szakasz nem épült ki ily módon; ez a szakasz viszont teljesen beerdősült, így a nyomvonal csak sejthető. A Jóreménység-altárói elágazástól a temetőig több ingatlan is található az egykori nyomvonal mellett, amelyek kerítésoszlopaiként jól felismerhetően az egykori kisvasúti sínek darabjai szolgálnak.

### A Solymár II. táró siklóvasútja
A Zsíros-hegy tömbjének solymári területén is sok helyen folyt szénkutatás, amelyek egy része eredményre is vezetett, bár a kitermelhető szén mennyisége a legtöbb helyen nem tett lehetővé néhány évnél hosszabb időtartamú termelést, így a szénszállításhoz vasútvonal kiépítése egyetlen esetet kivéve nem merült fel. A kivétel az 1950-es évek elején, az Ördöglyuk-barlangtól légvonalban mintegy 600 méterre létesített Solymár II. táró volt, amelynek nyitópontja magasan a hegytömb oldalában volt (270 méteres tengerszint feletti magasságban), ráadásul közel ahhoz a ponthoz, ahol a Jóreménység-altárói kisvasút keresztezte Solymár és Pilisszentiván határát. Emiatt a kitermelt szén elszállításához egy siklóvasút kiépítése mellett döntöttek. A siklóvasút a bánya bejáratának közeléből indult és a lejtő aljáig vezetett, ahol a kisvasút egy rövid kiágazásához csatlakozott; a vágányok a föld alatt is folytatódtak, de ott a csilleszerelvényeket már lovak vontatták.
A siklóvasút nyomvonalának helye ma is könnyen felismerhető az erdőben, ha letérünk az egykori kisvasút helyén kialakult erdei sétaútról, ott, ahol az az addigi déli-délnyugati irányától eltérve nyugatnak fordul, és egy földút ágazik ki belőle az erdő felé. A földúton mintegy 150 métert kell haladni az erdő felé, hogy elérjük azt a nyílegyenes vonalú és ma is feltűnően azonos emelkedésű ösvényt, ami a hajdani táró helyéig vezet. (Az elmúlt évtizedekben berobbantott táró bejáratának helye ma már nem ismerhető fel, de egy kis meddőhányó, és az ösvény egyenes vonalának megtörése egyaránt árulkodik arról, hogy körülbelül hol lehetett a nyitópont.) Jól felismerhető a Jóreménység-aknai kisvasút egykori leágazásának helye is, a helyszín mai kinézetéből ítélve feltehető, hogy a csatlakozáshoz deltavágányt építettek ki, így a siklóvasút alsó állomásához a rakodó pályaudvar és a felső végállomások felől is behajthattak a kisvasúti járművek.
Ez a siklóvasút valamikor 1951 és 1954 között üzemelt, ennél pontosabban nem ismert időszakban; működéséről nagyon kevés egyéb adat ismert. Miután e bányaüzem fenntartása az itt feltárt szén alacsony fűtőértéke és a gyakori bányatüzek miatt nem volt kifizetődő, a tárót lezárták, a vasúti vágányokat pedig elbontották.

## Emlékezete
- A pilisszentiváni szénbányászat mellett az egykori bányavasutaknak is emléket állít a település 1993-ban átadott központi bányász emlékműve, amelynek részét képezi egy bányacsille is (igaz, az eltérő nyomtávolság miatt biztosra vehető, hogy ez a csille nem szolgált Pilisszentivánon).
- A 2016-ban létesített pilisszentiváni német nemzetiségi tanösvény első, legkeletebbi állomása szintén az egykori helyi szénbányászatnak és a hajdani bányavasutaknak állít emléket, az állomás leglátványosabb objektuma egy személyszállító kisvonat fából ácsolt, körülbelül az eredeti nagyságnak megfelelő méretű makettje.

## Külső hivatkozások
- Archív felvételekből összeállított zsánerfilm a pilisszentiváni bányavasút mindennapjairól; hozzáférés: 2022. november 20.